# Iddu - L'ultimo padrino
Iddu - L'ultimo padrino è un film del 2024 scritto e diretto da Fabio Grassadonia e Antonio Piazza.
È liberamente ispirato a un fatto avvenuto durante la latitanza di Matteo Messina Denaro.

## Trama
Nella Sicilia dei primi anni 2000, Catello Palumbo, un ex politico locale democristiano di origini campane, condannato a sei anni per concorso esterno in associazione di tipo mafioso nel carcere di Cuneo, si vede offrire la libertà da parte dei servizi segreti in cambio del suo aiuto nel catturare il suo figlioccio d'un tempo: il boss mafioso Matteo.
Catello comincia quindi una corrispondenza epistolare con quest'ultimo, ormai stanco della sua vita da latitante, nella speranza di indurlo a rivelare per errore, in uno dei suoi pizzini, il proprio nascondiglio.
Il piano di Catello, tuttavia, fallisce, e finiscono arrestati solo i familiari di Matteo, i quali, per vendetta, faranno poi ammazzare il genero dell'ex-sindaco.

## Produzione
Il film è liberamente ispirato al periodo della latitanza di Matteo Messina Denaro, in particolar modo ai suoi scambi epistolari con l'ex sindaco di Castelvetrano Antonino Vaccarino dei primi anni duemila, editi nel libro Lettere a Svetonio (2008) a cura di Salvatore Mugno: il titolo del film infatti era originariamente Lettere a Catello. I registi Grassadonia e Piazza hanno dichiarato di aver cominciato a documentarsi su questo capitolo della vita di Messina Denaro e sulla sua personalità prima del suo arresto nel 2023, e che la pellicola non è da intendersi come un film biografico.
Le riprese del film si sono svolte tra giugno e luglio 2023 a Salemi, Selinunte, Sciacca e Trapani.

## Colonna sonora
La colonna sonora del film è stata composta da Colapesce, che ha citato come fonte di ispirazione le musiche dei film di Elio Petri e Pietro Germi degli anni sessanta e settanta.

## Promozione
La prima clip del film è stata pubblicata online il 24 luglio 2024, seguita dal trailer il 22 agosto.

## Distribuzione
Il film è stato presentato in anteprima il 5 settembre 2024 alla 81ª Mostra internazionale d'arte cinematografica di Venezia, ed è stato distribuito nelle sale italiane da 01 Distribution dal 10 ottobre 2024.

## Riconoscimenti
- 2025 – David di Donatello
  - Candidatura al miglior compositore a Colapesce
  - Candidatura alla miglior canzone originale a La malvagità (musica, testo e interpretazione di Colapesce)

- 2024 - Mostra internazionale d'arte cinematografica di Venezia[4]
  - In concorso per il Leone d'oro
  - Premio Pasinetti

- 2025 – Nastro d’argento[8]
  - Candidatura al migliore attore protagonista a Toni Servillo
  - Candidatura ai migliori costumi a Andrea Cavalletto
  - Candidatura alla migliore colonna sonora a Colapesce Dimartino
  - Candidatura alla migliore canzone originale per La malvagità di Colapesce Dimartino

## Accoglienza

### Incassi
Il film ha incassato 2205283 € con 326473 presenze.

### Critica
Aldo Spiniello, nella sua recensione su Sentieri Selvaggi, dà al film 4 stelle su 5 e scrive che, nella visione di Grassadonia e Piazza «La storia della latitanza di Matteo Messina Denaro è rimodellata con la libertà di una rilettura che può rischiare anche il tradimento, ma che è un sano atto di coraggio».